# Format propriétaire

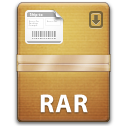
Logo d'un fichier archive dont le format RAR est propriétaire

Un format propriétaire, ou format fermé, désigne un format de données dont les spécifications sont contrôlées par des entités privées. En conséquence, ces formats sont souvent protégés par des brevets.
Un format propriétaire est dit fermé, en opposition aux formats ouverts. Soit ses spécifications sont inconnues des formats ouverts, ce qui rend difficile le développement de logiciels capables de lire ou d'écrire ce format, soit ses spécifications sont publiées, mais des restrictions légales encadrent son utilisation (comme un brevet logiciel dans certains pays, mais pas en France ). De plus, son évolution reste sous le contrôle de son propriétaire.
L'avantage pour le propriétaire d'un format propriétaire réside dans le fait que ce dernier n'est entièrement lisible qu'avec un logiciel spécifique ou une famille de logiciels. Cela augmente le coût pour ses clients s'ils souhaitent migrer vers d'autres solutions logicielles, tout en permettant au propriétaire de maintenir une prise sur eux.
De plus, si le format devient un standard, le propriétaire peut contraindre ses concurrents à lire et/ou écrire dans ce format, ce qui rend leurs logiciels plus complexes. Cela permet au propriétaire de s'assurer que les performances de ces logiciels seront perçues comme Inférieures par les utilisateurs.
Le format de fichier représente souvent un enjeu commercial majeur, pour lequel des sommes considérables sont investies.
La rétro-ingénierie est une méthode coûteuse qui permet de reconstituer, partiellement ou entièrement, les spécifications d'un format propriétaire.

## Exemples de formats propriétaires
| Catégorie de format de fichiers       | Extension de fichier | Logiciel          | Propriétaire       |
| ------------------------------------- | -------------------- | ----------------- | ------------------ |
| Traitement de texte                   | DOC                  | Word              | Microsoft          |
| Tableur                               | XLS                  | Excel             | Microsoft          |
| Logiciel de présentation              | PPT                  | PowerPoint        | Microsoft          |
| Dessin assisté par ordinateur         | DWG                  | AutoCAD           | Autodesk           |
| fichiers audio                        | WMA et APE           |                   | Microsoft          |
| Format de fichier audio               | WMV                  |                   | Microsoft          |
| Système de fichiers                   | NTFS                 | Microsoft Windows | Microsoft          |
| Archive (informatique)                | RAR et ACE           | WinRAR            | Eugene Roshal      |
| Fichiers produits par Adobe Photoshop | PSD                  | Adobe             | Adobe (entreprise) |
| livres numériques                     | AZW et KF8           | Amazon Kindle     | Amazon             |